# No Más Fight
Il match conosciuto come No Más Fight è stato un celebre incontro di pugilato tra i pesi welter Sugar Ray Leonard e Roberto Durán, disputatosi il 25 novembre 1980 presso il Louisiana Superdome (oggi denominato Mercedes-Benz Superdome) di New Orleans.

## L'incontro
La denominazione No Más Fight (o talvolta solo "No Mas") si riferisce alla frase che Duràn sembrò pronunciare nell'ottavo round ("No más, no mas": "Ora basta") abbandonando il match e consegnando la vittoria allo sfidante. La frase è stata in seguito smentita da Durán e la sua veridicità è oggetto di discussione: l'eco mediatica dell'incontro e il suo insolito e drammatico epilogo hanno tuttavia consolidato questo termine per ricordare il match.
Si tratta del secondo dei tre incontri tra Ray Leonard e Durán, dopo quello disputato qualche mese prima (il 20 giugno 1980 a Montréal) e un terzo incontro, disputato il 7 dicembre 1989.
Nel primo incontro del giugno 1980, Leonard difendeva il titolo di campione WBC e Durán era il primo sfidante: il verdetto unanime (148-147, 145-144, 146-144) assegnò la vittoria a Durán e subito dopo il match si crearono i presupposti di una rivincita, che avvenne a novembre.
Oltre al celebre finale, il match si caratterizzò per la tattica provocatoria tenuta per l'intero incontro da Leonard, che sin dall'inizio cercò d'infastidire Durán, tenendolo quasi costantemente alla distanza, fino alla sua resa. Ufficialmente l'incontro vide la vittoria di Ray Leonard per ko tecnico al minuto 2:44 dell'8º round: il verdetto dei giudici era al momento 68-66, 68-66 e 67-66. Leonard si riprese così la cintura di campione WBC.
Nell'intervista che seguì il match Durán affermò di avere avuto dei crampi allo stomaco e di aver così deciso di interrompere la sfida.

## Riferimenti nella cultura di massa
Sull'incontro, e più in generale sulla vita di Durán, è stato prodotto il film Hands of Stone (lett. Mani di pietra, dal soprannome "Manos de Piedra" del pugile panamense) per la regia di Jonathan Jakubowicz con Édgar Ramírez (nel ruolo del pugile), Robert De Niro e Usher Raymond.